# Punam Patel
Punam Patel, née à Vero Beach en Floride, est une actrice américaine d'origine indienne. Elle est surtout connue pour ses rôles dans la sitcom Kevin from Work (2015) et la série télévisée Special (2019), dont cette dernière lui a valu une nomination aux Primetime Emmy Award.

## Filmographie

### Web-série
- 2018 : The Gay and Wandrous Life of Caleb Gallo : une des conseillères d'orientation de Caleb Gallo en trouple avec Mike Wake

### Cinéma
- 2019 : Rim of the World : Angeline

### Télévision
- 2015 : Kevin from Work : Patti
- 2017 : Return of the Mac : Soozie
- 2018 : Alone Together : Tara
- 2018 : I feel bad : Tara
- 2018-2019 : The Cool Kids : Punam
- 2019-2021 : Special : Kim Laghari
- 2020 : Carol's Second Act : Dr. Mehta
- 2020 : Space Force : Ranatunga
- depuis 2021 : Ghosts : fantômes à la maison : Bela